# Гиллас, Николаос
Николаос Гиллас (греч. Νικόλαος Γκίλλας; 21 июня 2003, Хиос) — греческий ватерполист, игрок сборной Греции. Бронзовый призёр чемпионата мира 2025 года. Участник летних Олимпийских игр 2024 года.

## Карьера
В июне 2021 года Гиллас подписал пятилетний контракт с «Олимпиакосом» и стал одним из ведущих игроков команды.
На Олимпийских играх 2024 года в Париже Гиллас и сборная Греции уступили сербам со счетом 11:12 в четвертьфинале. По итогам всего турнира греки заняли пятое место.
В 2025 году на чемпионате мира в Сингапуре в составе сборной завоевал бронзовую медаль. В матче за третье место Греция обыграла Сербию со счётом 16:7.